# Anuntxi Arana
Pour les articles homonymes, voir Arana.
Anuntxi Arana Murillo, née en 1947 à Luiaondo, est une anthropologue, philologue et écrivaine basque espagnole de langue basque.

## Biographie
Diplômée en philologie française, elle travaille comme enseignante à Bayonne pour AEK.
En 1986, Anuntxi Arana publie Bidarraiko Harpeko Saindua. Errito eta sinesta zaharrak. Puis une transcription en basque d'une compilation de Jean-François Cerquand Ipar Euskal Herriko Legenda eta Ipuinak, publiée en plusieurs tomes.
Anuntxi Arana étudie en anthropologie et fait des recherches sur la mythologie basque. Elle présente une thèse de doctorat tûtelée à la fois par l'université de Bordeaux III et l'université du Pays basque (UPV / EHU) en 1996 intitulée Orozko Haraneko kondaira mitikoak, bilduma eta azterketa. C'était la première thèse de doctorat soutenue en basque au Pays basque français. Cette thèse a été publiée par l'université du Pays basque en 1998.